# Arrondissement d'Ath
Arrondissement d'Ath (franska: Ath) är ett arrondissement i Belgien.   Det ligger i provinsen Hainaut och regionen Vallonien, i den centrala delen av landet, 50 kilometer sydväst om huvudstaden Bryssel. Antalet invånare är 84 958. Arean är 487 kvadratkilometer. Arrondissement d'Ath gränsar till Lille Metropolregion.
Terrängen i Arrondissement d'Ath är platt.
Trakten runt Arrondissement d'Ath består till största delen av jordbruksmark. Runt Arrondissement d'Ath är det ganska tätbefolkat, med 129 invånare per kvadratkilometer.

## Kommuner
Följande kommuner ingår i arrondissementet;

- Ath
- Beloeil
- Bernissart
- Brugelette
- Chièvres
- Ellezelles
- Flobecq
- Frasnes-lez-Anvaing